# Руменило за лице
Руменило је козметички производ за бојење образа у различитим нијансама. Примењује се у облику праха или креме.

## Историја
Древни Египћани су били познати по стварању козметике, посебно по употреби руменила. Древни египатски пиктограми приказују мушкарце и жене који носе румене усне и образе. Мешали су масноћу са црвеним окером да би створили обојеност образа црвене боје.
Грчки мушкарци и жене су користили згњечене дудове, сок од црвене репе, згњечене јагоде или црвени амарант за стварање пасте. Они који су се шминкали сматрани су богатима и то је симболизовало статус јер је козметика била скупа.
У Кини је руменило коришћено још у доба династије Шанг. Прављено је од екстрахованог сока лишћа црвених и плавих цветова. Неки људи су додали говеђу пулпу и свињски панкреас да би производ био гушћи. Жене су носиле јако руменило на образима и уснама. У кинеској култури црвена боја симболизује срећу и срећу онима који носе ту боју.
У Старом Риму мушкарци и жене стварали су руменила користећи олово (II,IV) оксид (црвено олово) и цинабарит. Утврђено је да је смеша узроковала рак, деменцију чак и смрт.
У 16. веку у Европи су жене и мушкарци користили бели прах за осветљавање лица. Жене би поред тога на образе додавале и јако руменило.

## Савремена примена
Савремено руменило се обично састоји од праха на бази талка црвене боје који се четком наноси на образе како би нагласио структуру костију. Боје су обично латице шафранике или раствор кармине у амонијум хидроксиду и ружиној води, парфимисан ружиним уљем. 
Када је модни тренд подударања ружева са лаком заживео и опсег боја ружева повећао, људи више нису користили тај термин за идентификацију боје усана. Опсег нијанси руменила углавном је остао ограничен, задржавајући назив руменило.
Руменило тренутно постоји у облику креме, течности, пудера или гела.Поред тога, постоје руменила у облику  куглица, камена или стика.За суве коже лица користе се пудер формуле, а за масне, нормалне или комбиноване коже лица, препоручују се кремаста руменила.
Боја руменила треба да одговара природној боји руменила лица. За светлији тен су осмишљене ружичасте или лила нијансе, за тамнији тен – светлије нијансе кајсије, тамније ружичасте, за маслинасти тен предвиђене су наранџасте и јаче ружичасте нијансе.
При наношењу руменила води се рачуна о облику лица, тако да се апликација врши на различитим деловима лица, у зависности од тога да ли је лице овално, округло, четвртасто, срцолико или дугуљасто. 
Бронзер се данас све више користи уместо руменила – даје ону најлепшу боју коју лице има после сунчања на мору. Постоје варијанте у камену, праху или течне.